# 納爾瓦凱旋門

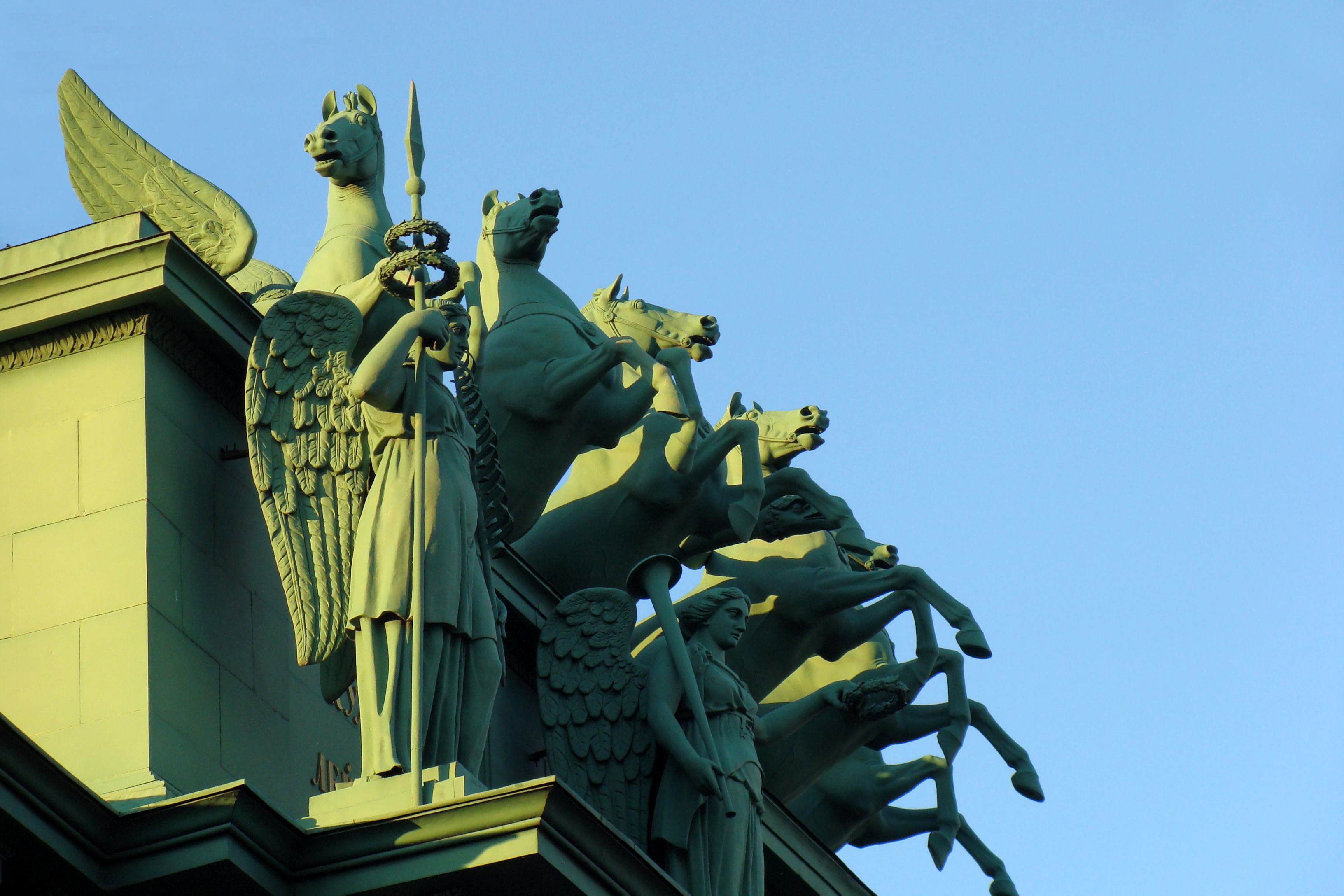
拱頂上的尼刻戰車的六匹馬, 2013

納爾瓦凱旋門（俄语：На́рвские триумфа́льные воро́та）是位於聖彼得堡納爾瓦區的一座凱旋門建築，修建於1814年，紀念俄罗斯帝国在拿破崙戰爭中取得勝利，最初是一座木質的凱旋門。1827年至1834年，納爾瓦凱旋門進行了重建，改為石質的凱旋門。21世紀初期，納爾瓦凱旋門進行了修復。

## 外部連結
- Narva Triumphal Arch （页面存档备份，存于） - History from Saint Petersburg.com
- Photos and other data on the gate （页面存档备份，存于）

59°54′03″N 30°16′26″E / 59.9009°N 30.2738°E